# テン・マン・モップ、あるいはレザヴォア・バトラー氏捲土重来
| 専門評論家によるレビュー | 専門評論家によるレビュー |
| レビュー・スコア         | レビュー・スコア         |
| 出典                     | 評価                     |
| ------------------------ | ------------------------ |
| オールミュージック       | [ 1 ]                    |

『テン・マン・モップ、あるいはレザヴォア・バトラー氏捲土重来』( Ten Man Mop or Mr. Reservoir Butler Rides Again )は、1971年9月に録音されたスティーライ・スパンの3枚目のアルバム。
このアルバムは短命だったペガサス・レーベルから発行され、その後ムーンクレスト・レーベルからも1971年に発売された(Crest 9)。1975年にクリサリスがグループの最初の3枚のアルバムを手に入れるまで、このアルバムはアメリカでは最初は発行されていなかったが、イギリスとアメリカで3枚とも再発行された。"Four Nights Drunk"、"Marrowbones"、"Wee Weaver"などのトラックは基本的に純粋なフォークである。1971年11月に結成メンバーのアシュリー・ハッチングスをフィーチャーした最後のアルバムで、彼はバンドの完成直後に脱退したが、彼は、このアルバムがアイルランドの音楽に向かって行き過ぎて、イギリスの音楽から遠ざかっていると感じていたことが理由の一部である。バンドはアメリカ・ツアーも検討していたが、ハッチングスはその旅に出ることに消極的だった。
アルバムはクリスマス・キャロル "Gower Wassail "の翻案で始まる。"When I was on Horseback"　は、ブルース・ソングとしての別の存在感を持つ数少ないフォーク・ソングの一つであり、"Six White Horses" として知られることもある。それはまた、"Streets of Laredo" や "St. James Infirmary Blues" のインスピレーションとなった曲のアイルランド風ヴァリアントでもある。最後の "Skewball" では、バンジョーとエレキギターの対位法が効果的に使われている。
このアルバムの注目すべき点は、オリジナルのリリースでは見開きのジャケットとインナーページが布張りされていたことである。これはバンドによって支払われたが、アルバムの利益よりも印刷するためのコストの方が高く、バンドはアルバムが売れるたびにお金を失っていたことを意味する。このアルバムはペガサスとムーンクレストの両レーベルからその形でリリースされた。再リリースのどれにも、オリジナルのライナーノーツのページ数は含まれていない。
このアルバムの奇妙なタイトルとサブタイトルにはいくつかの説明が必要とされる。「モップ」または「モップ・フェア」とは、中世後期の言葉で、労働者が仕事を探しに来る就職フェアのことである。(バンドのファースト・アルバム『ハーク! ザ・ヴィレッジ・ウェイト』に収録されている "Copshawholme Fair" はそのようなフェアのことを歌っている)。この曲はバンドが仕事を失って就職活動をしていることを暗示していた。「10人のモップ」というのは、潜在的な従業員がほとんどいないので、とてもお粗末なショーになってしまうだろう。 さらに奇妙なサブタイトルは、このアルバムでカバーされている曲の1つを演奏していたレザヴォア・バトラーへの言及である。バンドは彼の変わった名前に心を打たれて、この名前を曖昧さから救う必要があると判断した。
ジャケットの写真は、1900年頃にジョン・ベンジャミン・ストーンが撮影したものである。"'Sippers' and 'Topers'" と題されたこの写真は、ウォリックシャー州のビッドフォード・オン・エイボン村で毎年マイケルマスに開催されるお祭り、ビッドフォード・モップでの二人の村人の姿が写っている。この村は何百年も前から大酒飲みが多いことで知られている。

## ボーナス・トラック
キャッスル・ミュージックが『テン・マン・モップ……』を再リリースした際には、かなりの数のボーナストラックが追加された。最初のディスクには "General Taylor" と3バージョンのバディ・ホリーの『レイヴ・オン』が収録されている。2枚目のディスクには、1971年9月26日に放送されたジョン・ピールとのラジオ・ワン・コンサートの録音が収録されている。録音の質にはばらつきがあるが、ボーナス・トラックにはどのアルバムにも収録されていない曲が多数収録されている。

## パーソネル
- マディ・プライヤー - ボーカル、スプーン、テイバー
- ティム・ハート - ボーカル、ダルシマー、ギター、オルガン、5弦バンジョー、マンドリン
- ピーター・ナイト - フィドル、テナー・バンジョー、マンドリン、ボーカル、ティンパニ
- アシュリー・ハッチングス - ベースギター
- マーティン・カーシー - ボーカル、ギター、オルガン

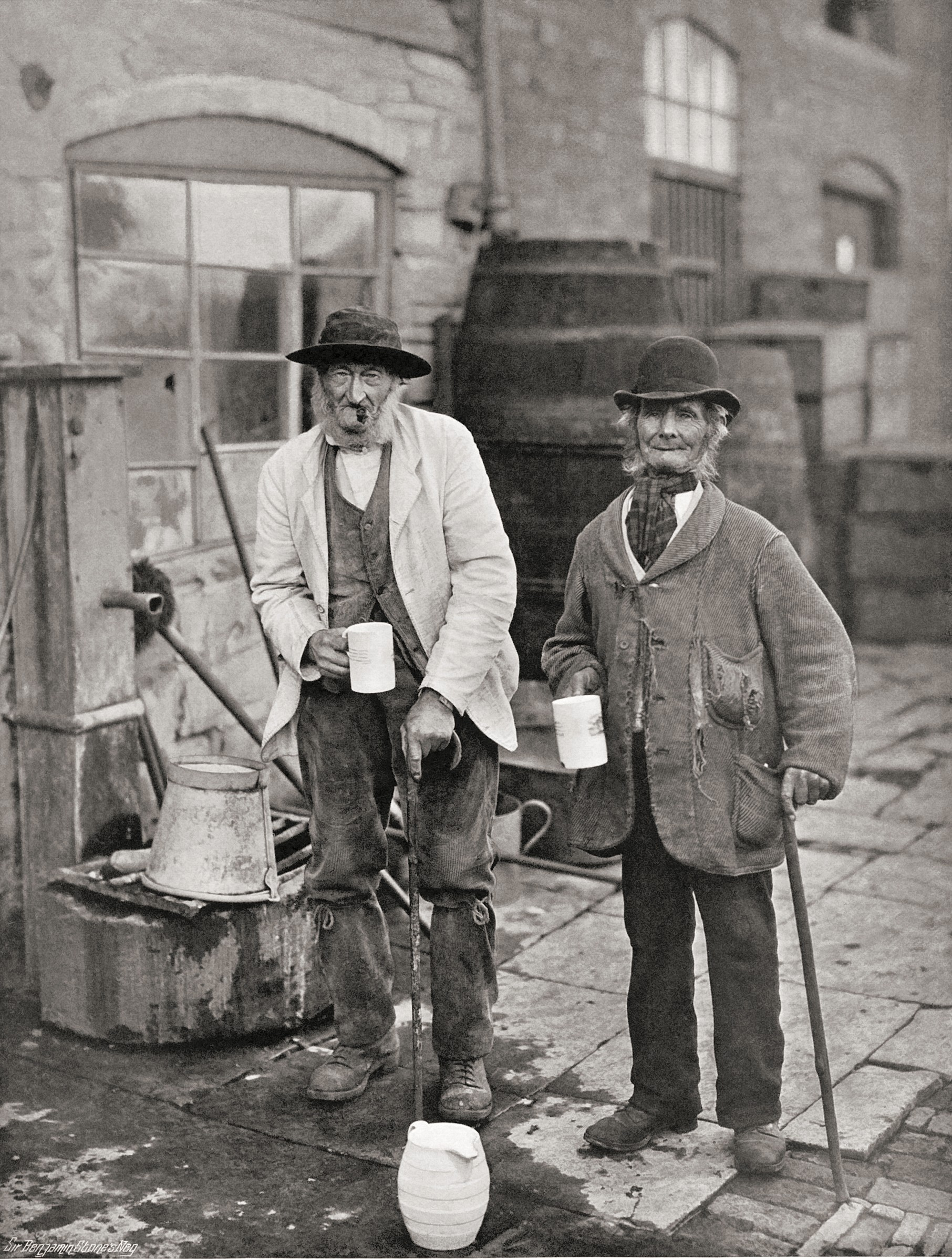
アルバム・ジャケットに使われたジョン・ベンジャミン・ストーンによる "'Sippers' and 'Topers'"

サンディ・ロバートン - プロデューサー

## 収録曲
1971年にペガサスレコードからリリースされたオリジナルアルバム PEG 9。1974年にムーンクレスト・レコードからCREST 9、1991年にCREST 009（ビニール）、1991年にCRESTCD 009 (CD) として再リリース：
1. "Gower Wassail"
2. "Jigs: Paddy Clancey's Jig / Willie Clancy's Fancy" (instrumentals)
3. "Four Nights Drunk"
4. "When I Was On Horseback"
5. "Marrowbones"
6. "Captain Coulston"
7. "Reels: Dowd's Favourite / £10 Float / The Morning Dew" (instrumentals)
8. "Wee Weaver"
9. "Skewball"

2006年のキャッスルミュージック再発売CMQDD 1252に収録されている追加トラック:
10.  "General Taylor" (studio outtake)
11.  "Rave On" ('scratched' effect, original single version)
12.  "Rave On" (cleaned-up 'two verse' version)
13.  "Rave On" (cleaned-up 'three verse' version)
2006年のキャッスルミュージック再発盤CMQDD1252ボーナスCDに収録されている追加曲:
BBC「ピールの日曜コンサート」1971年9月15日
01.   "False Knight on the Road"
02.   "The Lark in the Morning"
03.   "Rave On"
04.   "Reels: £10 Float / The Musical Priest"
05.   "Captain Coulston"
06.   "Martin Carthy: Handsome Polly-O"
07.   "Martin Carthy: Bring 'Em Down / Tim Hart: Haul on the Bowline"
08.   "Four Nights Drunk"
09.   "When I Was on Horseback"
10.   "Tim Hart & Maddy Prior: I Live Not Where I Love"
11.   "Peter Knight: The Wind That Shakes the Barley / Pigeon on the Gate / Jenny's Chickens"
12.   "Female Drummer"
13.   "General Taylor"
14.   "College Grove / Silver Spear / Ballymurphy Rake / Maid Behind the Bar"